# FK Khayr Vahdat
El FK Khayr Vahdat es un equipo de fútbol de Tayikistán que juega en la Liga de fútbol de Tayikistán, la liga de fútbol más importante del país.

## Historia
Fue fundado en el año 2009 en la ciudad de Vahdat y desde su fundación han jugado en la máxima categoría, en la cual debutaron en la temporada 2010. Siempre se han ubicado entre los primeros 5 lugares de la liga en cada temporada, aunque su mejor ubicación ha sido un subcampeonato en la temporada 2014, solo quedando debajo del Istiqlol.
A nivel internacional han participado en un torneo continental, en la Copa de la AFC 2015, en la cual fueron eliminados en la ronda de playoff por el Salam Zgharta del Líbano.

## Participación en competiciones de la AFC
| Temporada | Torneo  | Ronda      | Club          | Resultado |
| --------- | ------- | ---------- | ------------- | --------- |
| 2015      | AFC Cup | Preliminar | Sheikh Russel | 1-0       |
| 2015      | AFC Cup | Play-off   | Salam Zgharta | 0-3       |

## Entrenadores
- Tokhirjon Muminov (2010-2012)[1]
- Yusuf Abdulloev (2012-2013)[6]
- Rustam Khojaev (2013-2014)
- Pyotr Kachura (2014)
- Tokhirjon Muminov (2014-)[1]